# Maistaller Berg
Le Maistaller Berg est une montagne qui s’élève à 998 m d’altitude dans les Alpes de Brandenberg, en Autriche.

## Géographie
Le Maistaller Berg, le Zeller Berg, le Festungsberg, Lausbühel et le Thierberg sont des montagnes de hauteur mineure autour de Kufstein.